# Catenoide

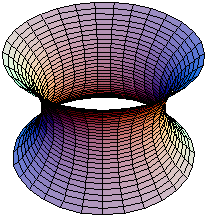
Una catenoide

La catenoide, in geometria, è una superficie di rotazione, che viene ottenuta ruotando una particolare curva piana, detta catenaria, intorno all'asse X. È una superficie minima, ed è stata scoperta da Eulero nel 1744. 
Si può costruire facilmente un modello materiale di catenoide: basta immergere due cerchi in una soluzione di sapone e la forma che assume la superficie della bolla che li congiunge è una catenoide. Ciò avviene a causa delle forze di tensione superficiale.